# Marquesado de Dou
El marquesado de Dou, es un título nobiliario de creación pontificia. Fue creado por el papa León XIII en beneficio de Luis Fernando de Alós y de Martín (Madrid, 1835-Barcelona, 1904) en 1880.

## Historia

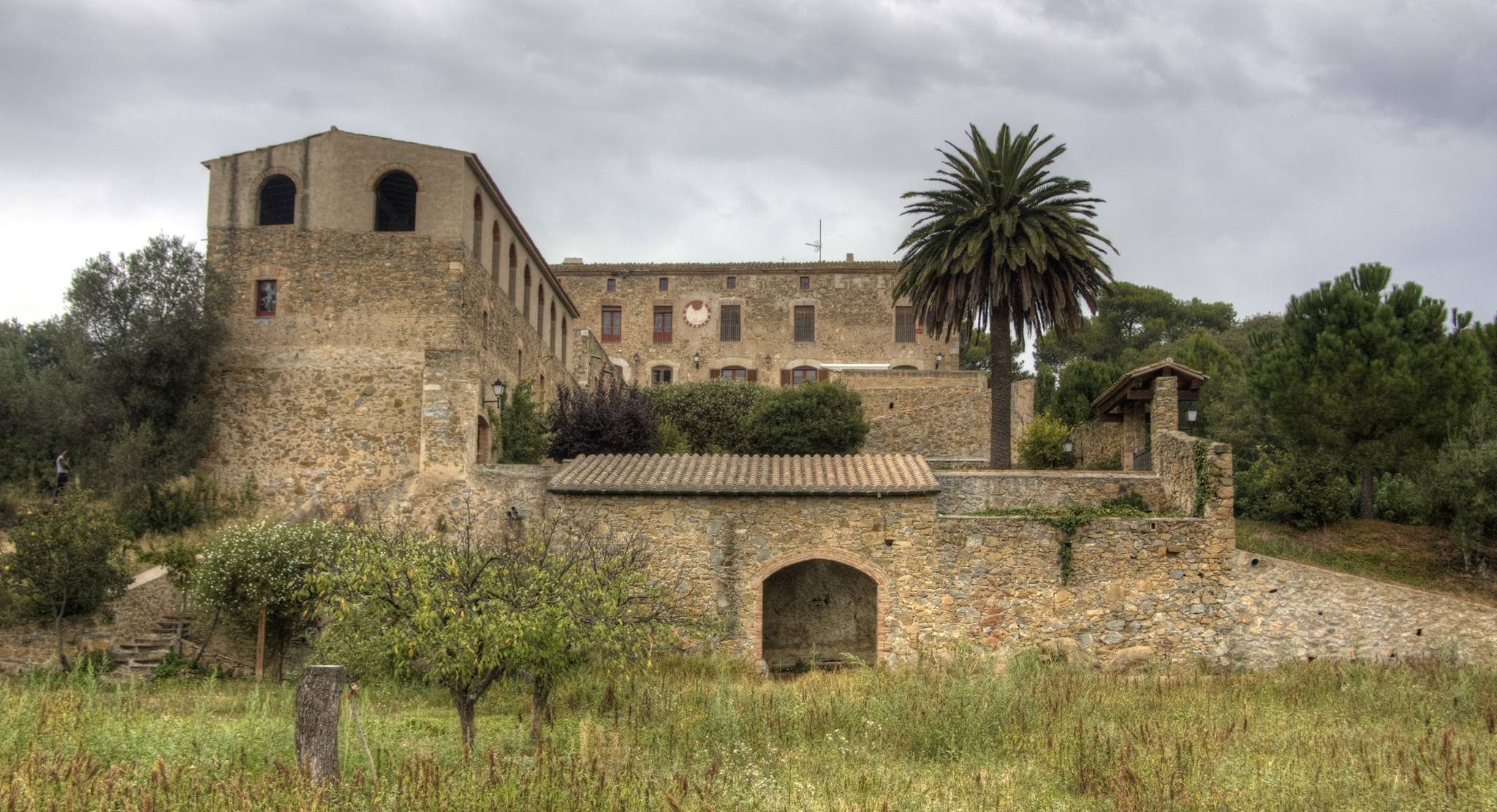
Terrades, Castillo de Palau-surroca

El marquesado de Dou fue concedido en 1880 por el papa León XIII a favor de Luis Fernando de Alós y de Martín, hermano del segundo marqués de Alos, también marqués de Llió, José Joaquín de Alós y de Martín. Luis Fernando era cabeza de la familia Dou por alianza con Gertrudis de Dou y de Moner, última heredera de la casa de Dou y de Moner.
Sus padres eran Luis Carlos de Alós y López de Haro, primer marqués de Alós (título español), y María de la Concepción de Martín y de Magarola, hija del primer barón de Balsareny.
En 1928 se autoriza su uso en España a favor de Joaquín María de Alós y de Dou.

## Propiedades
El marquesado de Dou es o ha sido propietario de varios edificios históricos en Cataluña:
- Antiguo molino, hoy restaurante Molí de L'Escala, en La Escala.
- Casa Alòs en Ripoll, edificio de estilo modernista (1908) del arquitecto Josep Maria Pericas.
- Castillo medieval en Palau-surroca en el municipio de Terradas.[3]
- Palacio de Dou, en la calle de St. Pere Més Baix n. 31 de Barcelona, que perteneció a los marqueses de Dou hasta la Guerra Civil.[4]

## Marqueses de Dou
|                                | Titular                                     | Periodo                        |
| Creación por el Papa León XIII | Creación por el Papa León XIII              | Creación por el Papa León XIII |
| ------------------------------ | ------------------------------------------- | ------------------------------ |
| I                              | Luis Fernando de Alós y de Martín           | 1 de octubre de 1880-1904      |
| II                             | Joaquín María de Alós y de Dou              | 1904-?                         |
| III                            | Francisco de Paula de Alós y de Fontcuberta | ?                              |
| IV                             | Joaquín de Alós y de Zayas                  | 1996-2015                      |
| V                              | Francisco de Alós y de Bonilla              | 2016-presente                  |